# 濟金紹爾省

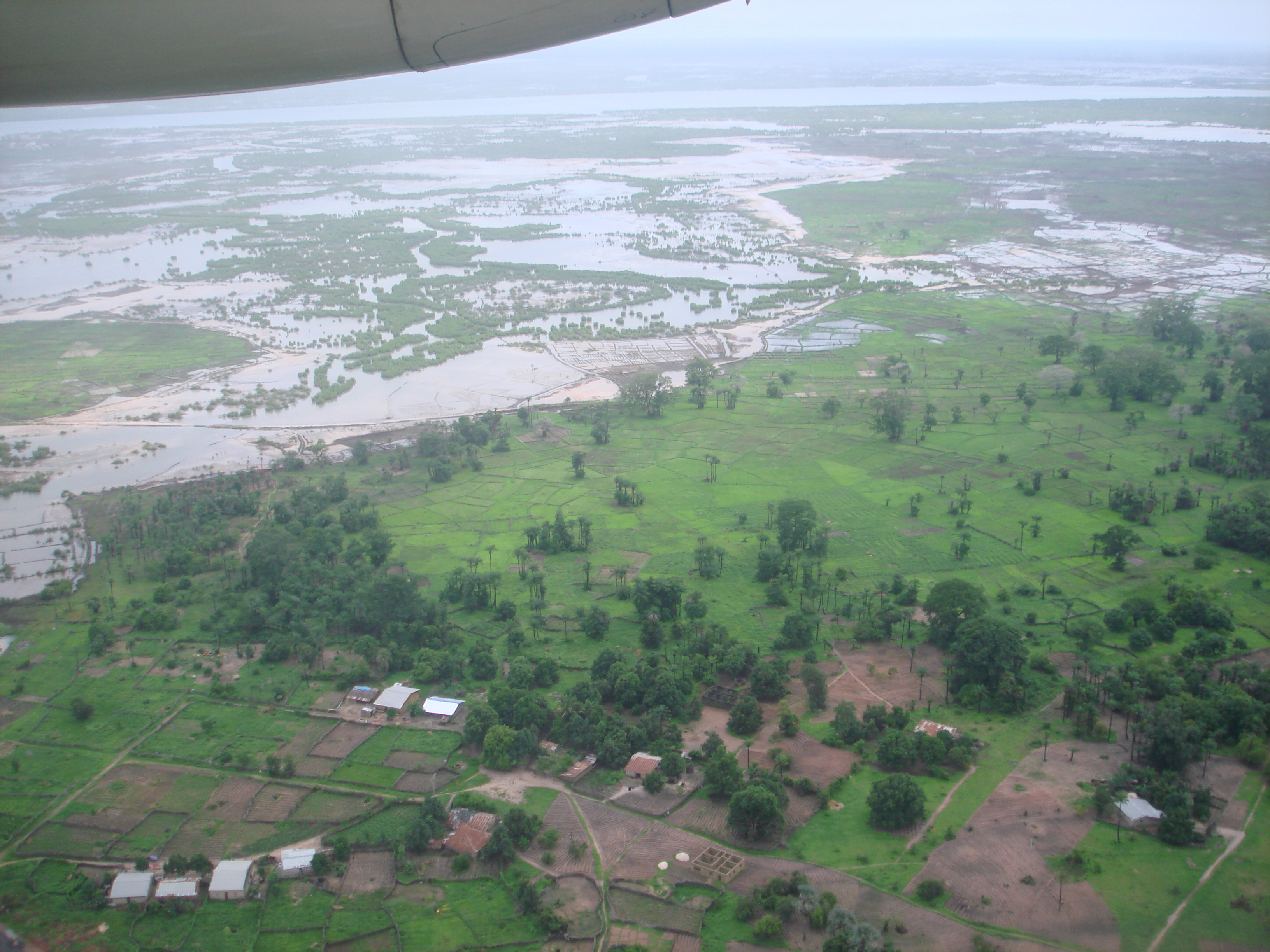

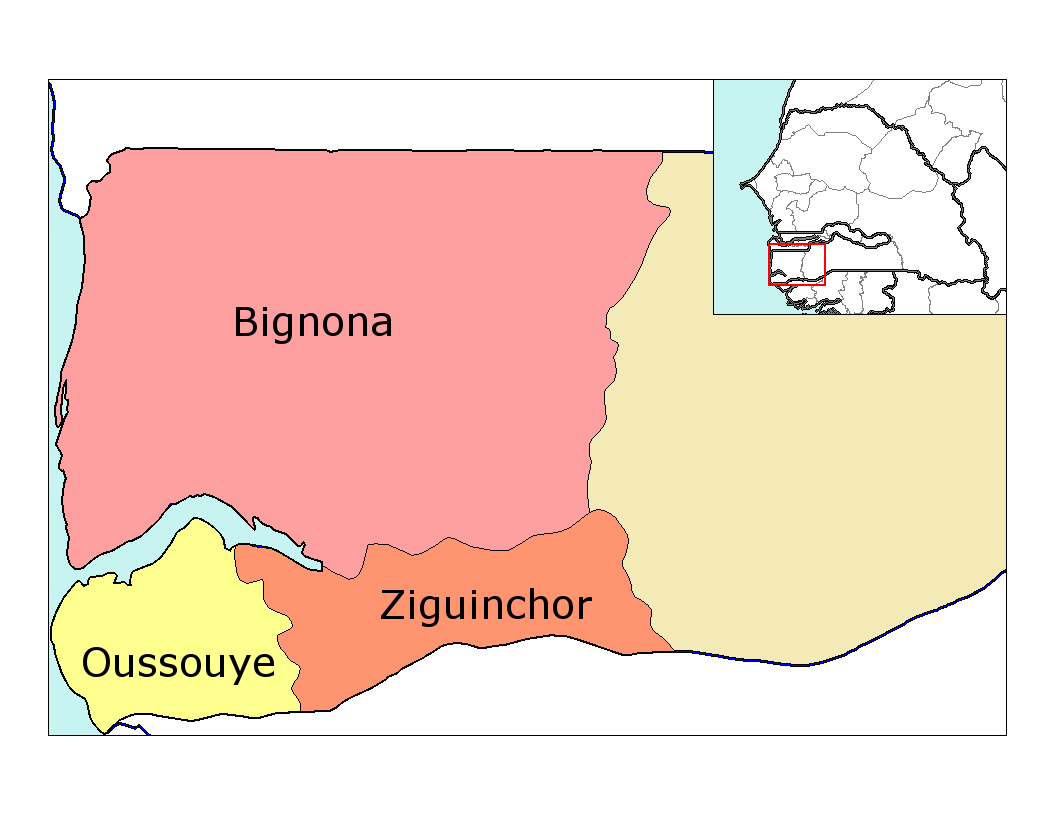

12°33′43″N 16°17′02″W / 12.56194°N 16.28389°W
濟金紹爾省（法語：Département de Ziguinchor），是塞內加爾的省份，位於該國西南部，由濟金紹爾區負責管轄，首府設於濟金紹爾，西面是烏蘇耶省，面積1,153平方公里，2013年人口248,265，人口密度每平方公里220人。